# Chenla

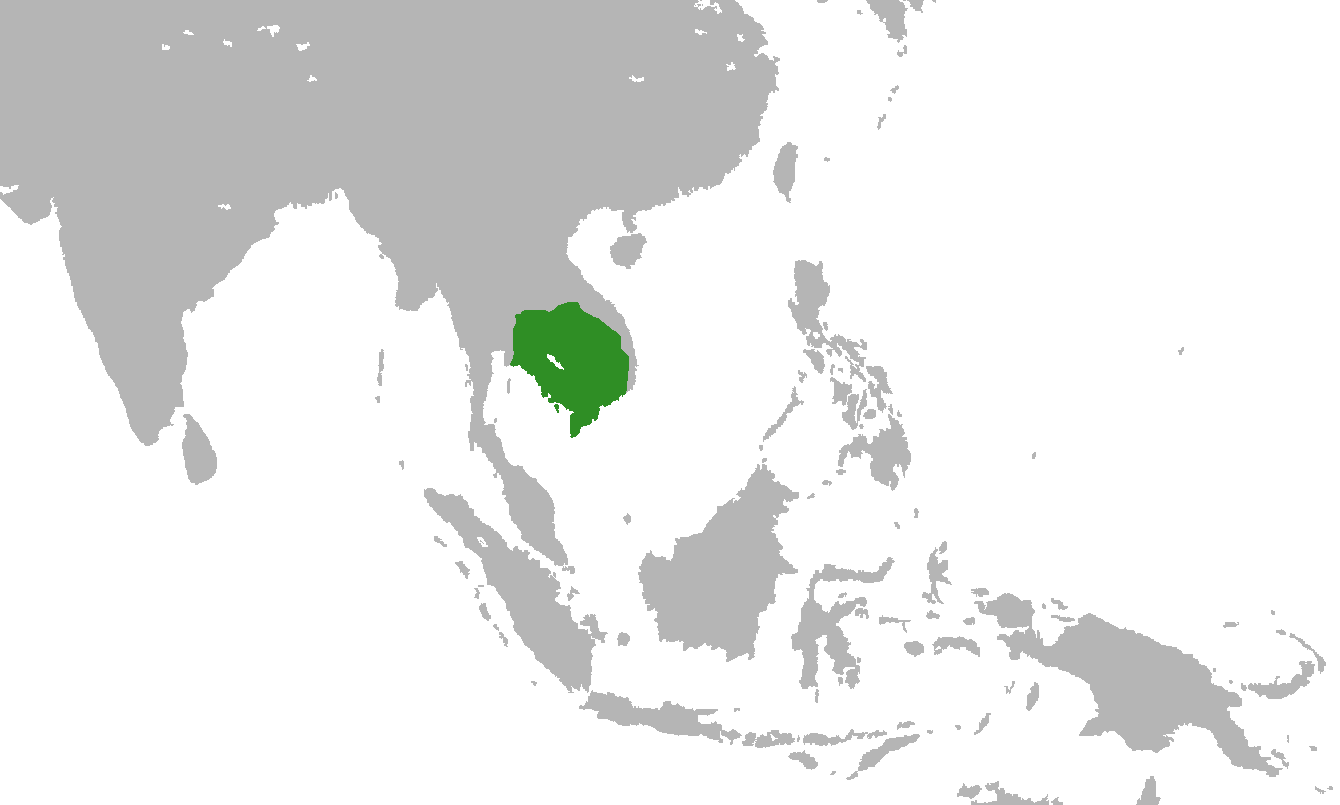
Chenla under sin största utbredning

Chenla (khmer: ចេនឡា (Chénla), vietnamesiska: Chân Lạp, kinesiska: 真腊; pinyin: Zhenla) var ett kungarike i Sydostasien som existerade mellan 550 och 802. Från början var Chenla en vasall till Funan, men till slut så blev Chenla den starkade parten. Chenla var från början en inlandsstat, medan Funan låg vid kusten och gynnades av den ökade handeln. Funans välstånd kom att innebära att även andra stater i inlandet som inte drog direkt nytta av handeln kom att utvecklas. 
Romarrikets nedgång och ändring av kinesiska handelsrutter till fördel för de indonesiska öarna försvagade Funan och banande väg för Chenla som gjorde sig självständigt 610 och senare erövrade Funan, och tog upp dess folk och kultur.
Isanapura blev 613 det nya rikets första huvudstad. Senare kom landet att delas upp i en nordlig och en sydlig del, med huvudområden i Laos respektive Mekongflodens delta. Flera mindre stater bröt sig loss 715, vilket ytterligare försvagade landet. Det som hade varit Chenla kom senare att tillhöra Khmerriket.